# Universidad de O'Higgins
La Universidad de O'Higgins (UOH) es una universidad estatal chilena creada por ley en 2015, durante el segundo gobierno de la presidenta Michelle Bachelet, en conjunto con la Universidad de Aysén. Tiene su domicilio y desarrolla sus actividades en la Región del Libertador General Bernardo O'Higgins. La universidad comenzó a funcionar en marzo de 2017.
Junto a la Universidad de Aysén, constituye la primera universidad estatal del país en crearse en más de dos décadas, ya que la última lo había sido en 1993. O'Higgins y Aysén eran las únicas regiones chilenas donde no se establecieron sedes de la Universidad de Chile o de la Universidad Técnica del Estado, las cuales fueron convertidas, a partir de 1981, en «universidades regionales», y por tanto fueron hasta 2014 las únicas sin tener sus propias universidades estatales.

## Historia

### Educación universitaria en la Región
La Región de O'Higgins era una de las dos regiones sin sedes de universidades del CRUCH completamente consolidadas y con amplia variedad de carreras en diversas áreas del conocimiento, sólo se instalaron pequeñas sedes de otras universidades, las que duraron pocos años, ofrecían pocas carreras y nunca pudieron establecerse como una hegemónica y permanente casa de estudios universitaria para la región. Se instalaron:
- La sede en Rengo de la Universidad de Valparaíso que tuvo alumnos hasta 2008 momento en el que dicha universidad atravesaba un duro momento económico. Éstas dependendencias serán utilizadas para el futuro Campus de la Universidad de O'Higgins en esa comuna.
- La sede en Rancagua de la Universidad Arturo Prat que tuvo alumnos de pregrado hasta 2013.
- La sede en Rancagua de la Universidad de Los Lagos que tuvo alumnos hasta 2013.
- La sede en Rancagua de la Universidad Técnica Federico Santa María que tuvo alumnos hasta 2014.
- La sede en San Fernando de la Universidad Tecnológica Metropolitana que tuvo matriculados hasta 2014, sede que actualmente los usa la Universidad de O'Higgins como el Campus Colchagua.
- La sede en Graneros de la Universidad Metropolitana de Ciencias de la Educación que tuvo alumnos hasta 2017 y cedió el edificio al Municipio de aquella comuna.
- La sede en Santa Cruz de la Universidad de Talca, la única que aún sigue funcionando aproximadamente con 200 matriculados.

Por otro lado, de las universidades privadas, estuvieron la Universidad de Rancagua que cerró y tuvo su último alumno en 2007, y cuyo edificio pasó a manos de la Universidad de Aconcagua que sigue funcionando en la ciudad hasta ahora, otra institución no acreditada, privada y vigente en la región es la Universidad La República (que ha tenido serios problemas institucionales recientes debido a su pasar económico y las solicitudes de cierre que han hecho las instituciones reguladoras del Estado). Otras sedes en la región fueron las de la Universidad del Mar (plantel que cerró y su sede en Rancagua tuvo alumnos hasta 2014) y de la Universidad Tecnológica de Chile INACAP (universidad que inició su proceso de cierre en 2021, y que aún tiene alumnos).

### Consolidación del proyecto y apertura

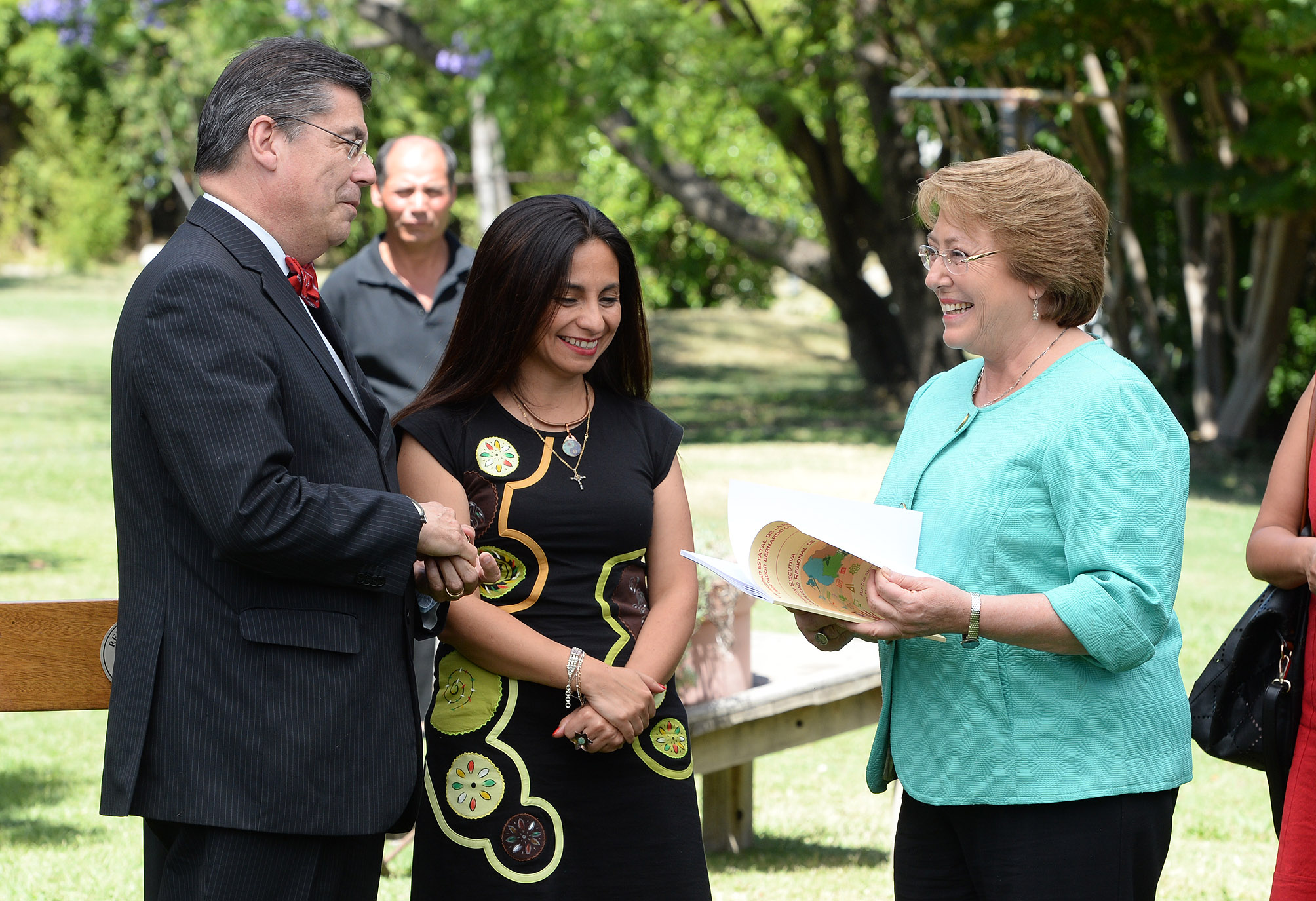
La presidenta Michelle Bachelet recibiendo informe sobre la universidad en diciembre de 2014.

Dentro de las promesas de campaña de Michelle Bachelet durante su candidatura en la elección presidencial de 2013 estaba la creación de universidades estatales en las regiones de O'Higgins y Aysén. Tras haber asumido en el gobierno, Bachelet envió al Congreso de Chile el 17 de junio de 2014 un proyecto de ley para la creación de dichas instituciones. El proyecto fue promulgado como la Ley N° 20.842 el 3 de agosto de 2015 y publicada en el Diario Oficial el 7 de agosto del mismo año.

Créase la Universidad de O'Higgins, como persona jurídica de derecho público autónoma, funcionalmente descentralizada, con personalidad jurídica y patrimonio propio. La universidad tendrá su domicilio y desarrollará sus actividades, de preferencia, en la Región del Libertador General Bernardo O'Higgins y se relacionará con el Presidente de la República a través del Ministerio de Educación.
Artículo 1°, Ley N°. 20842 que «Crea las universidades estatales de la Región de O'Higgins y de la Región de Aysén».

El 7 de septiembre de 2015 Bachelet nombró como primer rector de la universidad al ingeniero civil matemático y académico de la Facultad de Ciencias Físicas y Matemáticas de la Universidad de Chile, Rafael Correa Fontecilla.
Tras la creación de la universidad se suscitó una fuerte polémica respecto a la ubicación de la sede central de la universidad entre distintas autoridades de la Región de O'Higgins, siendo disputada principalmente por los alcaldes de Rancagua —la capital regional—, San Fernando —capital de la Provincia de Colchagua— y Rengo. Se decidió que la Universidad iniciaría sus actividades de pregrado en el campus Rancagua, y posteriormente lo haría en los campus de Rengo y San Fernando, pues en estos últimos se requieren importantes trabajos de reparación de infraestructuras existentes y de ampliación, labores que dependen de los respectivos municipios y del Gobierno Regional. En ese sentido, a partir de 2017 se han realizado trabajos de construcción para tales campus, para que cada uno cuente con una capacidad de 2500 a 3000 estudiantes, en el marco del plan de desarrollo de infraestructura para el período 2017-2021.
La universidad comenzó su primer año académico el 13 de marzo de 2017, y ya en su segundo año de funcionamiento, la UOH ocupaba la tercera ubicación de postulaciones en primera preferencia a nivel nacional, con una tasa de 1,8 postulantes por vacantes. Además, ese año recibió un total de 5075 postulaciones correctas por un total de 735 vacantes regulares, resultando en un promedio de 6,9 postulaciones por vacantes, con una lista de espera que llegó a los 1584 estudiantes.

## Rectores
- Rafael Correa Fontecilla (2015-2023)
- Fernanda Kri Amar (2023 - en el cargo)

## Sedes

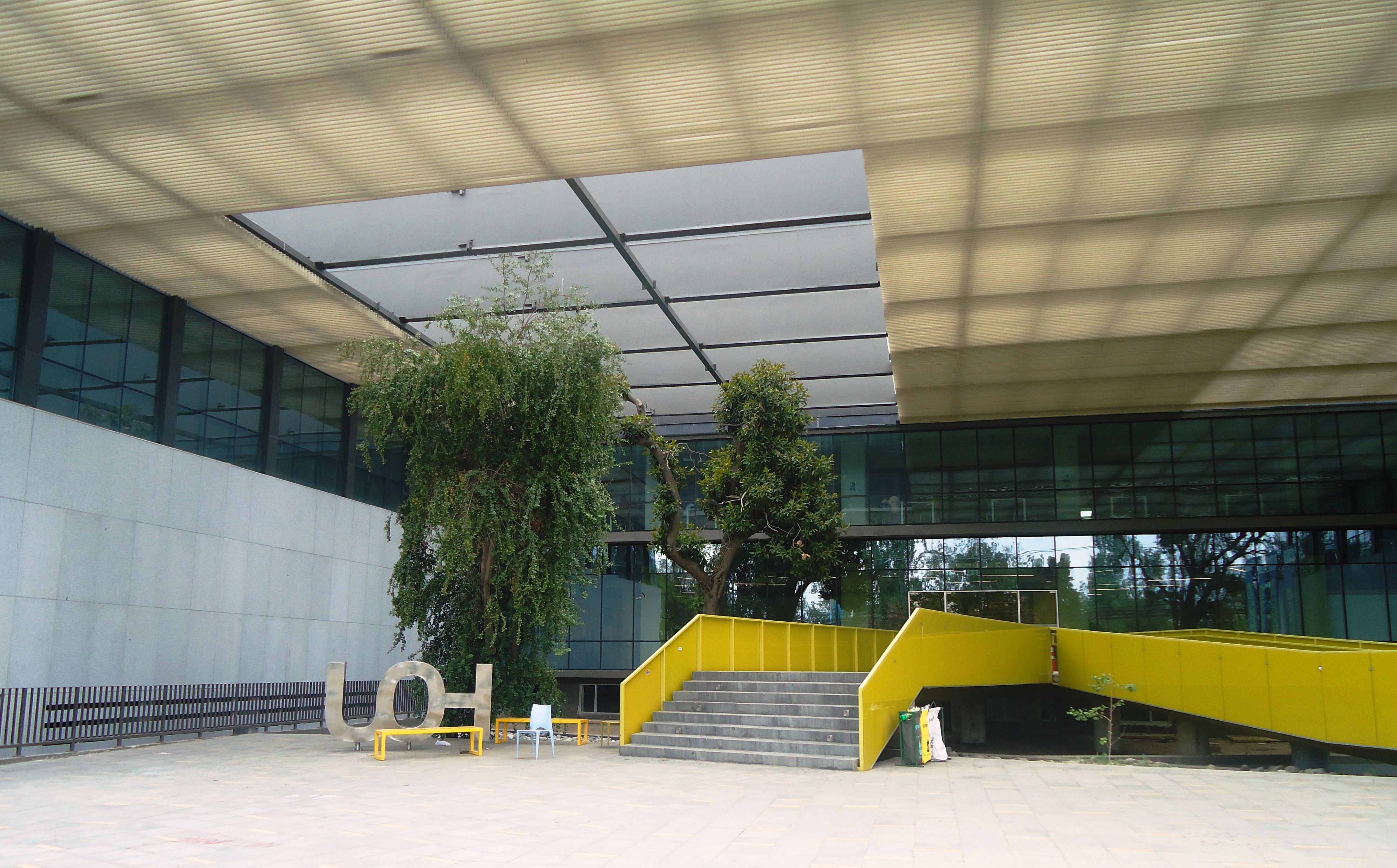
Campus Rancagua

### Campus Rancagua
El campus Rancagua corresponde a la casa central de la Universidad, que funciona en el edificio antiguo del Hospital Regional de Rancagua, el cual se desocupó durante el primer semestre de 2016 tras ser inauguradas las dependencias del nuevo hospital en el sector poniente de la ciudad. Cuenta con un terreno de aproximadamente 2,5 hectáreas, con una superficie edificada de aproximadamente 16.000 m², donde se imparten las carreras de todas las escuelas, salvo Medicina Veterinaria y Agronomía.
La rectoría de la universidad estuvo ubicada en la Casa de la Cultura de Rancagua, hasta la habilitación del edificio principal del Campus Rancagua en 2018.

### Campus Colchagua
El campus Colchagua funciona en las instalaciones que dejó la Universidad Tecnológica Metropolitana, en San Fernando. Ubicado en el kilómetro 1 de la ruta 90, que conecta a San Fernando con Pichilemu y los otros centros poblados del valle de Colchagua. El terreno de 32.765 m² cuenta con una superficie construida de 4.932 m², distribuidos en un edificio de dos pisos que consiste en dos bloques de salas de clases separados por patios centrales, unificados bajo una cubierta común y un bloque intermedio dedicado a labores administrativas y docentes. Fue inaugurado en marzo de 2018, tras el traspaso de su propiedad desde el Gobierno Regional de O'Higgins hacia el patrimonio de la Universidad de O'Higgins y con la instalación del Instituto de Ciencias Agronómicas y Veterinarias. Anteriormente se planificó instalar en esta sede el Instituto de Estudios Audiovisuales, dirigido por el cineasta Miguel Littín, que funcionaría en la capital de Colchagua desde el segundo semestre de 2016, sin embargo se oficializó su instalación definitiva en Rancagua.

### Futuro campus Rengo
Tras la creación de la UOH, se contempló la readecuación del antiguo campus que dejó la Universidad de Valparaíso en el sector Chapetón de la ciudad de Rengo, de propiedad del Gobierno Regional de O'Higgins, para el funcionamiento del pregrado en esa comuna. Sin embargo, su ubicación definitiva se prevé en el barrio El Naranjal, en la entrada poniente de la ciudad, donde se instalará la Escuela de Ingeniería de la casa de estudios, proyectándose que en 2020 se desarrolle la primera etapa de la ejecución del proyecto de infraestructura para contar con unos 2500 estudiantes. En 2017 se anunció el Instituto de Altos Estudios Tecnológicos, que estará instalado en las 7 hectáreas del terreno de El Chapetón, enfocado en programas de posgrado. En 2020, el Consejo Regional aprobó los fondos para el desarrollo de los estudios de diseño del plan maestro del campus, cuya licitación recibió siete propuestas arquitectónicas en 2022.

## Estructura académica
La Universidad de O'Higgins se organiza académicamente a través de dos tipos de unidades: institutos y escuelas. Como consecuencia de esto, la Universidad no tiene ni facultades ni departamentos.

### Institutos
Unidades académicas de conformación multidisciplinaria, que realizan actividades de investigación científica, investigación tecnológica, e investigación y desarrollo para crear capacidades y buscar soluciones a los problemas prioritarios de la Región de O'Higgins o de importancia nacional o internacional.
La Universidad cuenta actualmente con seis institutos: Instituto de Ciencias Agroalimentarias, Animales y Ambientales, Instituto de Ciencias de la Educación, Instituto de Ciencias de la Ingeniería, Instituto de Ciencias de la Salud, Instituto de Ciencias Sociales e Instituto de Altos Estudios Audiovisuales.

### Escuelas
Unidades académicas que organizan, administran e imparten los estudios conducentes a la obtención de grados académicos, títulos profesionales o técnicos de nivel superior.
La Universidad cuenta actualmente con cinco escuelas, todas ellas de pregrado: Escuela de Agronomía y Veterinaria, Escuela de Educación, Escuela de Ingeniería, Escuela de Ciencias Sociales y Escuela de Salud.

## Oferta académica
En 2023, la Universidad de O'Higgins dictará las siguientes carreras de pregrado a través de sus cinco escuelas:

### Escuela de Ciencias Agroalimentarias, Animales y Ambientales
- Ingeniería Agronómica
- Ingeniería Ambiental
- Medicina Veterinaria

### Escuela de Educación
- Pedagogía en Ciencias Naturales con menciones (en Biología y Física; en Biología y Química; en Física y Química)
- Pedagogía en Educación Parvularia
- Pedagogía en Educación Básica con mención en Lenguaje y Comunicación y Matemática
- Pedagogía en Educación Especial con menciones (en Dificultades del Aprendizaje; en Discapacidad Cognitiva)
- Pedagogía en Inglés para Enseñanza Básica y Media
- Pedagogía en Lenguaje y Comunicación
- Pedagogía en Matemática

### Escuela de Ingeniería
A través de Ingeniería Civil ingreso común, los alumnos entran a un programa base donde pueden optar alguna de las siguientes especialidades:
- Ingeniería Civil Eléctrica
- Ingeniería Civil Mecánica
- Ingeniería Civil en Computación
- Ingeniería Civil Geológica
- Ingeniería Civil Industrial
- Ingeniería Civil en Modelamiento Matemático de Datos

### Escuela de Ciencias Sociales
- Administración Pública
- Contador Auditor, desde 2023
- Derecho
- Ingeniería Comercial
- Psicología

### Escuela de Salud
- Enfermería
- Kinesiología, desde 2023
- Medicina
- Nutrición y Dietética, desde 2023
- Tecnología Médica (con mención en Bioanálisis Clínico, Hematología y Medicina Transfusional; o mención en Otorrinolaringología; o mención en Oftalmología y Optometría), desde 2023
- Terapia Ocupacional